# Kars
Kars (in armeno Ղարս? o Կարս, in curdo Qers‎, in azero Qars) è una città della Turchia nord-orientale, capitale della provincia di Kars. Popolazione: 8 672 (1878); 20 891 (1897); 54 000 (1970); 142 145 (1990); 130 361 (2000).

## Storia
Non si sa molto della storia iniziale di Kars, a parte il fatto che fosse sede di una dinastia di sovrani armeni del Vanand. Ad un certo punto nel IX secolo (almeno nell'888) divenne parte del territorio dei bagratidi, e divenne la capitale del loro regno dal 928 al 961. Fu durante questo periodo che la cattedrale, poi chiamata Chiesa degli Apostoli, venne costruita.
Nel 963 la capitale dei Bagratidi venne trasferita ad Ani, e Kars divenne la capitale di un altro regno, separato dal primo, chiamato ancora Vanand, la cui indipendenza effettiva non è certa in quanto non ha mai contrastato il volere dei sovrani di Ani, e dopo la conquista della capitale da parte dei bizantini nel 1064 il titolo reale di "Re dei Re" dei bagratidi venne trasferito al sovrano di Kars.
Nel 1064, appena dopo la conquista di Ani dalla dinastia turca dei selgiuchidi, l'ultimo re armeno di Kars, Gagik II, pagò un tributo all'esercito vittorioso per evitare che la città venisse assediata. Nel 1065 Gagik cedette Kars all'Impero bizantino e la città venne comunque conquistata dai selgiuchidi. Tra il 1206 e il 1207 la città venne presa dai Georgiani e data alla famiglia Zakarid-Mxargrzeli, la stessa che governò su Ani. Questi mantennero il controllo di Kars fino alla fine degli anni 1230, dopo i quali venne governata da una serie di piccoli emiri turchi.
Nel 1387 la città si arrese a Tamerlano e le sue fortificazioni vennero danneggiate. Molti altri piccoli emiri turchi si succedettero fino al 1534, quando l'esercito ottomano invase la città. Le fortificazioni vennero ricostruite dal sultano Murad III e resistettero fino all'assedio di Nadir Shah dell'Impero persiano nel 1731. Dopo la conquista, Kars divenne la sede di un sangiaccato e del suo eyalet, e dal 1867 del vilayet di Erzurum.
Nel 1807 resistette agli attacchi dell'Impero russo, ma dopo l'ennesimo assedio si arrese il 23 giugno del 1828 al generale russo Ivan Paskevič, e undicimila uomini vennero fatti prigionieri di guerra. Anche se dopo ritornò alla Turchia, il nuovo confine tracciato tra Turchia e Impero russo pone la città molto più vicina alla Russia. Durante la guerra di Crimea una guarnigione turca guidata dal generale William Fenwick Williams e altri ufficiali stranieri si oppose all'esercito imperiale russo durante un lungo assedio, dopo il quale la guarnigione venne devastata dal colera e tutto il cibo andò a male, così si arrese al generale Murav'ëv nel novembre del 1855.
La fortezza venne nuovamente assediata dai Russi nella battaglia di Kars durante la guerra russo-turca del 1877-78 sotto la guida dei generali Loris-Melikov e Ivan Lazarev, dopo la quale passò sotto la giurisdizione russa col Trattato seguito alla Pace di Santo Stefano. Kars divenne così la capitale dell'oblast' di Kars che comprendeva i distretti di Kars, Ardahan, Kağızman e Oltu.
| Dati del Censimento russo del 1892 | Dati del Censimento russo del 1892 |
| Paese di origine                   | %                                  |
| ---------------------------------- | ---------------------------------- |
| Turchi                             | 24%                                |
| Armeni                             | 21,50%                             |
| Curdi                              | 15%                                |
| Karapak                            | 14%                                |
| Greci                              | 13,50%                             |
| Russi                              | 7%                                 |
| Turkmeni                           | 5%                                 |

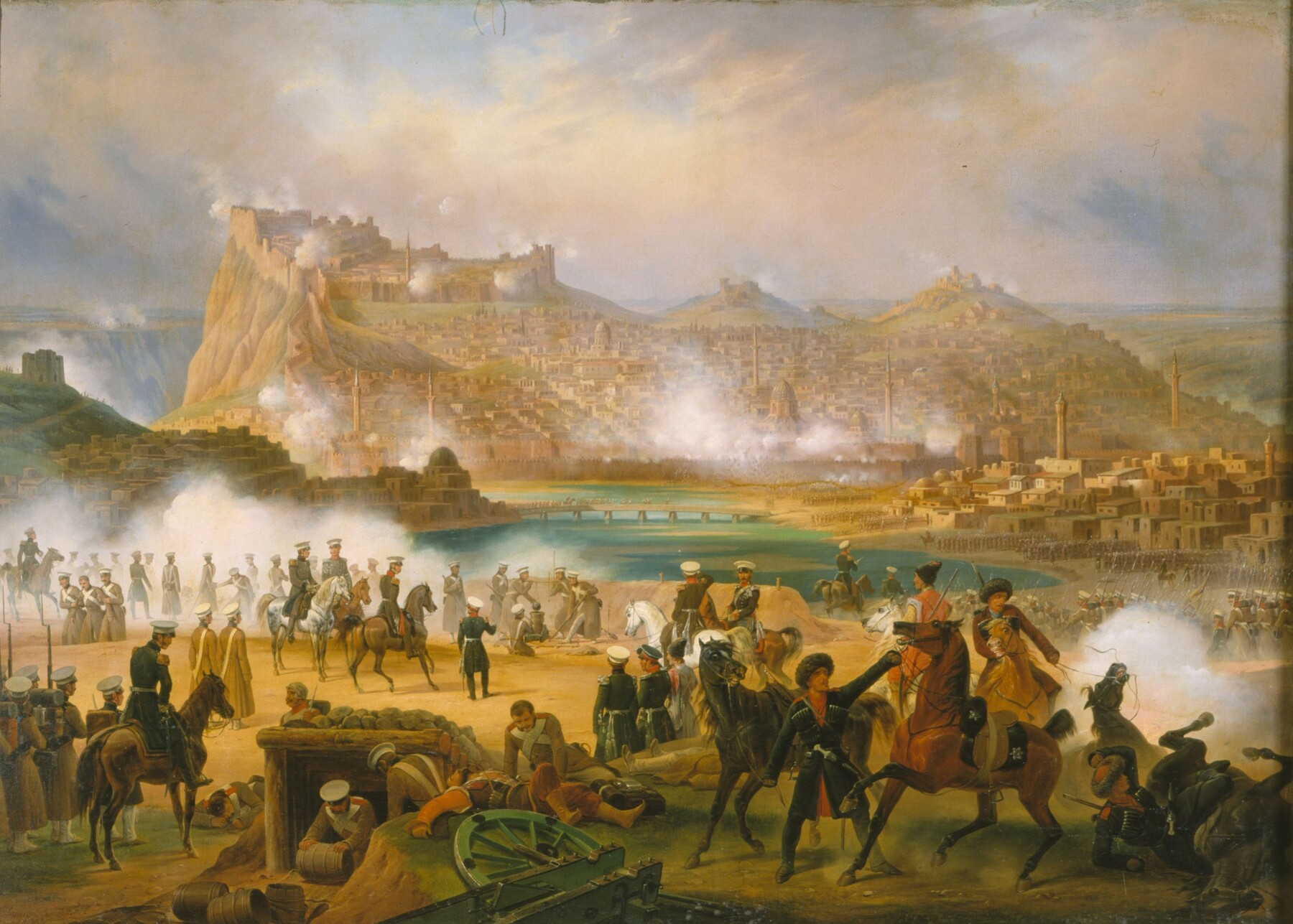
Dipinto dell'assedio di Kars del 1828

Dopo la sottomissione all'Impero russo, più di ottantaduemila musulmani emigrarono verso la Turchia (1878-1881), più di undicimila dei quali lasciarono Kars. Allo stesso tempo molti Armeni, greci e russi emigrarono sia verso la Turchia sia verso la Transcaucasia. Secondo il censimento russo, nel 1892 la popolazione di Kars era composta soprattutto da Armeni, Turchi e Curdi.
Nella Prima guerra mondiale la città divenne uno dei principali obiettivi dell'esercito ottomano durante la battaglia di Sarıkamış nella campagna del Caucaso.
La Russia bolscevica cedette Kars, Ardahan e Batum all'Impero ottomano con il trattato di Brest-Litovsk il 3 marzo 1918. L'Impero ottomano riannetté di fatto Kars il 25 aprile 1918, ma quando, nell'ottobre dello stesso anno, venne siglato l'armistizio di Mudros, si stabì che l'Impero ottomano si ritirasse fino alle frontiere del 1914. I britannici occuparono Batumi, ma gli Ottomani rifiutarono di abbandonare Kars, il cui governatore militare costituì un governo provvisorio con a capo Fahrettin Pirioglu che rivendicò la sovranità turca sulla città e sui vicini territori di Batum e Aleksandropol', in cui esistevano sì popolazioni autoctone di fede islamica, ma non turche.
Nel gennaio del 1919 la regione di Kars venne annessa alla repubblica armena, peraltro il governo filoturco rimase nella città fino all'arrivo delle truppe britanniche, che lo sciolsero nell'aprile del 1919, trasferendo i suoi leader a Malta. Il mese successivo, Kars passò totalmente sotto l'amministrazione armena e divenne la capitale della provincia del Vanand.
Per il superamento di tutti gli ostacoli di quel periodo, un sacerdote armeno, di nome Ter Hovhaness Avak Dourian Hadjian, fu investito d'incarichi politici, divenendo decisivo nella preservazione di Kars. Pubblicò un'autobiografia ove descrive gli eventi che interessarono Kars in quel periodo. Scrisse diari, di cui si ricorda The Last Days of Kars.
Scaramucce tra i rivoluzionari turchi e truppe di stanza ad Oltu, sul confine armeno, causarono l'invasione della repubblica armena da parte dell'esercito turco comandato dal generale Kazim Karabekir che diede inizio alla guerra turco-armena. Tale guerra portò alla conquista di Kars da parte delle forze turche il 30 ottobre 1920. Il trattato di Alessandropoli, firmato dai rappresentanti di Turchia e Armenia il 2 dicembre 1920, costrinse l'Armenia a cedere più della metà dei propri nuovi territori e a retrocedere fino ai confini stabiliti con il trattato di Sèvres.
Con l'invasione bolscevica dell'Armenia, il trattato di Alessandropoli fu aggiornato dal trattato di Kars (23 ottobre 1921), firmato da Turchia e Unione Sovietica. Il trattato permise l'annessione dell'Agiaria all'Unione Sovietica in cambio del controllo turco della regione di Kars, Iğdır e Ardahan. Il trattato stabilì anche le condizioni per una relazione pacifica tra i due Paesi, ma all'inizio del 1939 alcuni diplomatici britannici notarono che l'Unione Sovietica non era soddisfatta dei confini stabiliti. In più di un'occasione, i sovietici cercarono di rinegoziare il trattato in modo da avere accesso dall'Armenia alla città di Ani, ma Ankara rifiutò tutte le offerte.
Dopo la seconda guerra mondiale l'Unione Sovietica cercò di annullare il trattato di Kars e riavere i territori persi. Il 7 giugno 1945, l'ex ministro sovietico Vjačeslav Molotov disse all'ambasciatore turco a Mosca che le regioni dovevano tornare all'Unione Sovietica, in nome sia della Georgia sia dell'Armenia. La Turchia si trovò in una posizione difficile: doveva mantenere relazioni amichevoli con l'Unione Sovietica, data l'inferiorità sul piano militare, ma allo stesso tempo rifiutarsi di consegnare quei territori.
Nell'autunno del 1945, truppe sovietiche vennero spostate nel Caucaso per una possibile invasione della Turchia. Il leader laburista britannico Attlee, d'accordo con Winston Churchill, al quale era da poco subentrato, si oppose recisamente a questa mossa, mentre il presidente degli Stati Uniti Harry S. Truman era dell'opinione che la questione non dovesse riguardare altre parti. La guerra fredda era appena cominciata.
Fin dalla guerra del Nagorno-Karabakh i confini tra Armenia e Turchia furono chiusi. Il sindaco di Kars Naif Alibeyoğlu ritiene che quel confine debba essere riaperto e che non dovrebbero esserci dei sentimenti antinazionalisti contro gli armeni.

## Architetture di Kars

### La cittadella di Kars

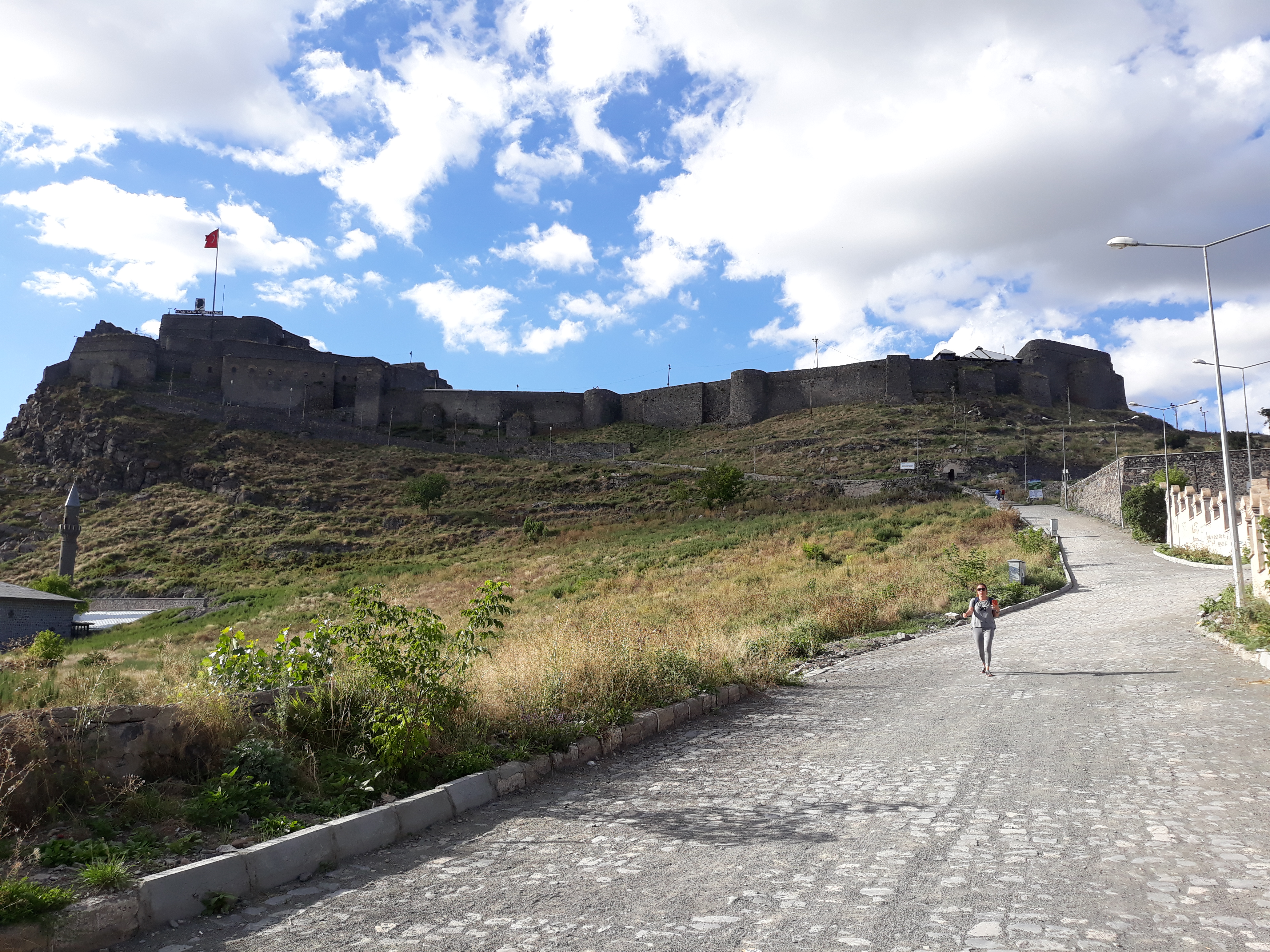
La cittadella di Kars

Il Castello di Kars (Kars Kalesi), letteralmente "Cittadella di Kars", si trova sulla cima di una collina rocciosa che domina Kars. Le sue mura risalgono al periodo pre-bagratide (di cui rimane solo una muratura sul lato nord), ma probabilmente assunse la forma attuale durante il XIII secolo, quando Kars era governata dalla dinastia Zakaride. Le mura attraversano molti luoghi, inclusa una khachkar con un edificio in cui sono state rinvenute iscrizioni in lingua armena, che per la maggior parte riportano la dichiarazione che il castello di Kars era stato costruito dal sultano ottomano Murad III  durante la guerra contro l'Impero persiano verso il XVI secolo (dichiarazione tuttavia falsa).
Comunque, Murad probabilmente ricostruì gran parte delle mura della città, che sono simili a quelle che l'esercito ottomano costruì ad Ardahan. Stante le caratteristiche orogenetiche locali è molto probabile che in quel luogo vi fossero resti di fortificazioni precedenti a cui si integrarono e sovrapposero le opere turche di quegli anni.

### Altri edifici storici

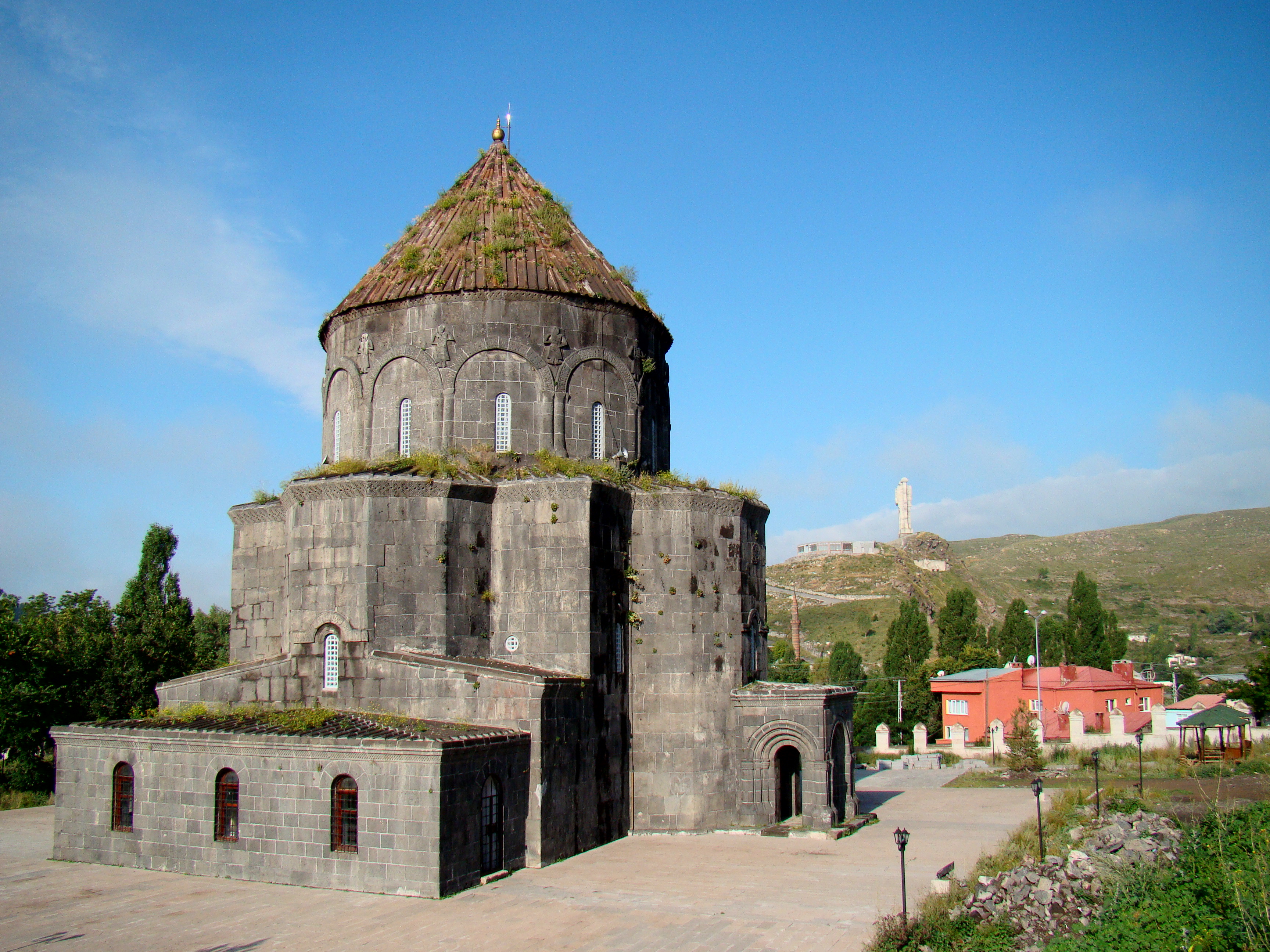
La chiesa degli Apostoli

Sotto al castello c'è una chiesa armena conosciuta come la cattedrale di San Arak'elos, la chiesa dei dodici Apostoli. Costruita nel X secolo, è costituita da una cupola su una base quadrata con quattro absidi. Sul tamburo della cupola è inciso un bassorilievo dei dodici apostoli e la cupola stessa è coperta da un tetto conico. Ha ospitato un piccolo museo negli anni sessanta e settanta, poi lasciato in disuso per circa vent'anni, fino alla sua conversione in moschea nel 1998. L'edificio rappresenta una grande varietà di stili architettonici derivanti dall'unione delle culture armena, caucasica, russa e turca.

## Infrastrutture e trasporti
Kars è servita delle ferrovie statali turche (TCDD). La ferrovia Kars-Gyumri-Tbilisi prosegue verso l'Armenia ma è interrotta nella tratta Kars-Gyumri a causa del confine attuale chiuso dal 1993, in seguito alla prima guerra del Nagorno Karabakh, mentre la tratta Gyumri-Tbilisi è attiva. È stata invece inaugurata nel 2017 la ferrovia Baku-Tbilisi-Kars, che collega Kars alla città georgiana di Akhalkalaki, e da lì a Tbilisi e Baku, in Azerbaigian.